# 阿珀努斯鎮區 (伊利諾伊州漢考克縣)
阿珀努斯鎮區（英語：Appanoose Township）是位於美國伊利諾伊州漢考克縣的一個行政鎮區。

## 地方資料
根據2010年美國人口普查的數據，阿珀努斯鎮區的面積為78.10平方千米，當中陸地面積為66.60平方千米，而水域面積為11.50平方千米。當地共有人口419人，而人口密度為每平方千米5.36人。